# Liste der Bischöfe von Siedlce
Die folgenden Personen waren Bischöfe und Weihbischöfe im Bistum Siedlce (von 1819 bis 1869 und 1918 bis 1925 Bistum Podlaska o Janów):

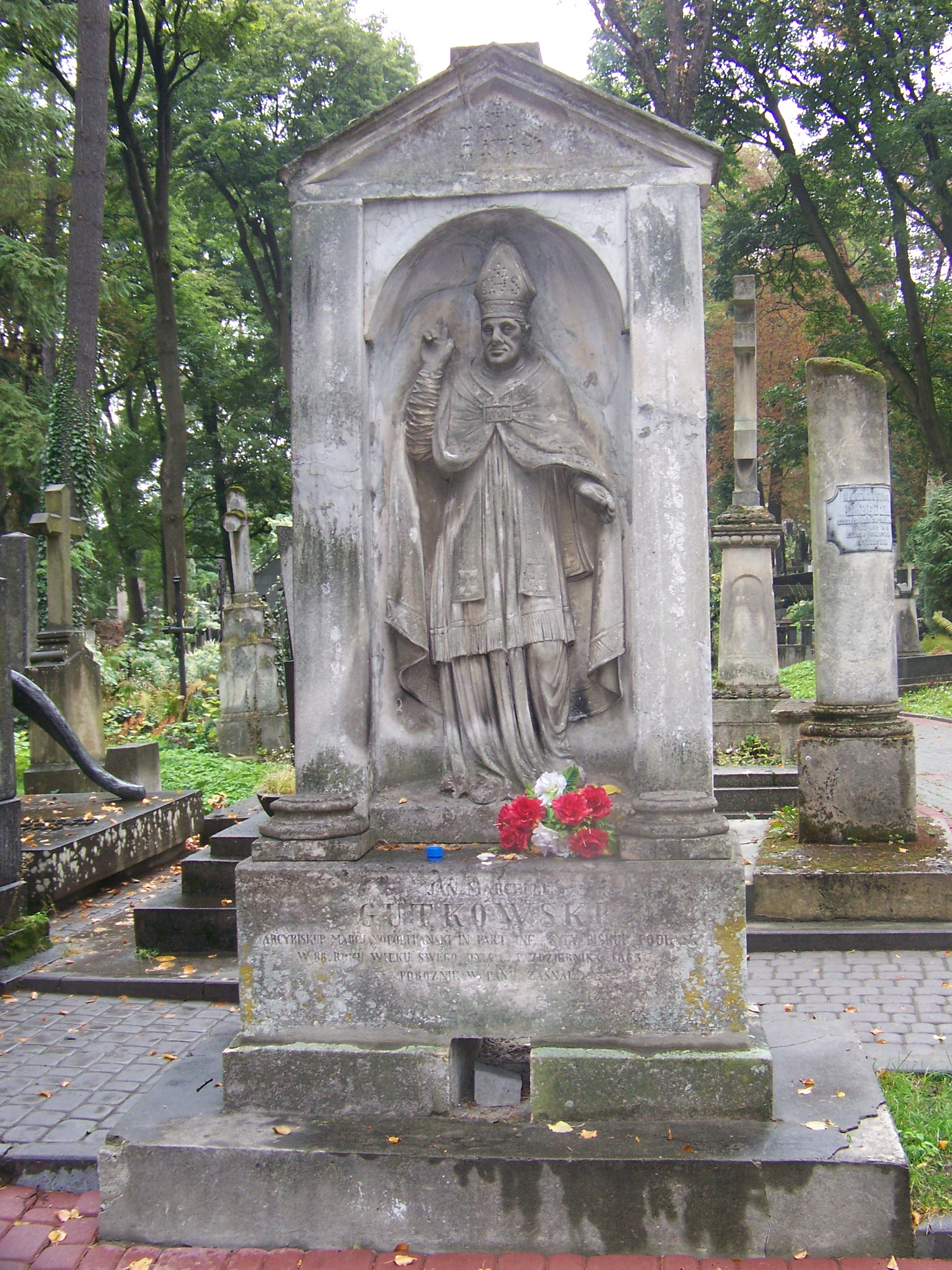
Jan Marceli Gutkowski

## Bischof von Podlaska o Janów

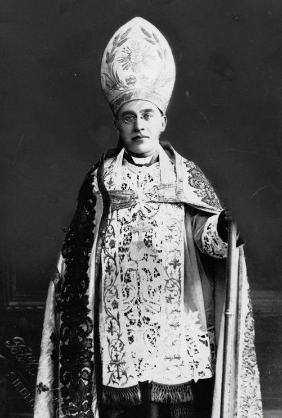
Henryk Ignacy Przeździecki

- 1819–1825 Feliks Łukasz Lewiński
- 1826–1842 Jan Marceli Gutkowski
  - 1842–1855 Bartłomiej Radziszewski (Kapitularvikar)
  - 1855–1856 Józef Twarowski (Kapitularvikar)
- 1856–1867 Piotr Paweł Szymański OFMCap

Auflösung des Bistums und Mitverwaltung durch das Erzbistum Lublin

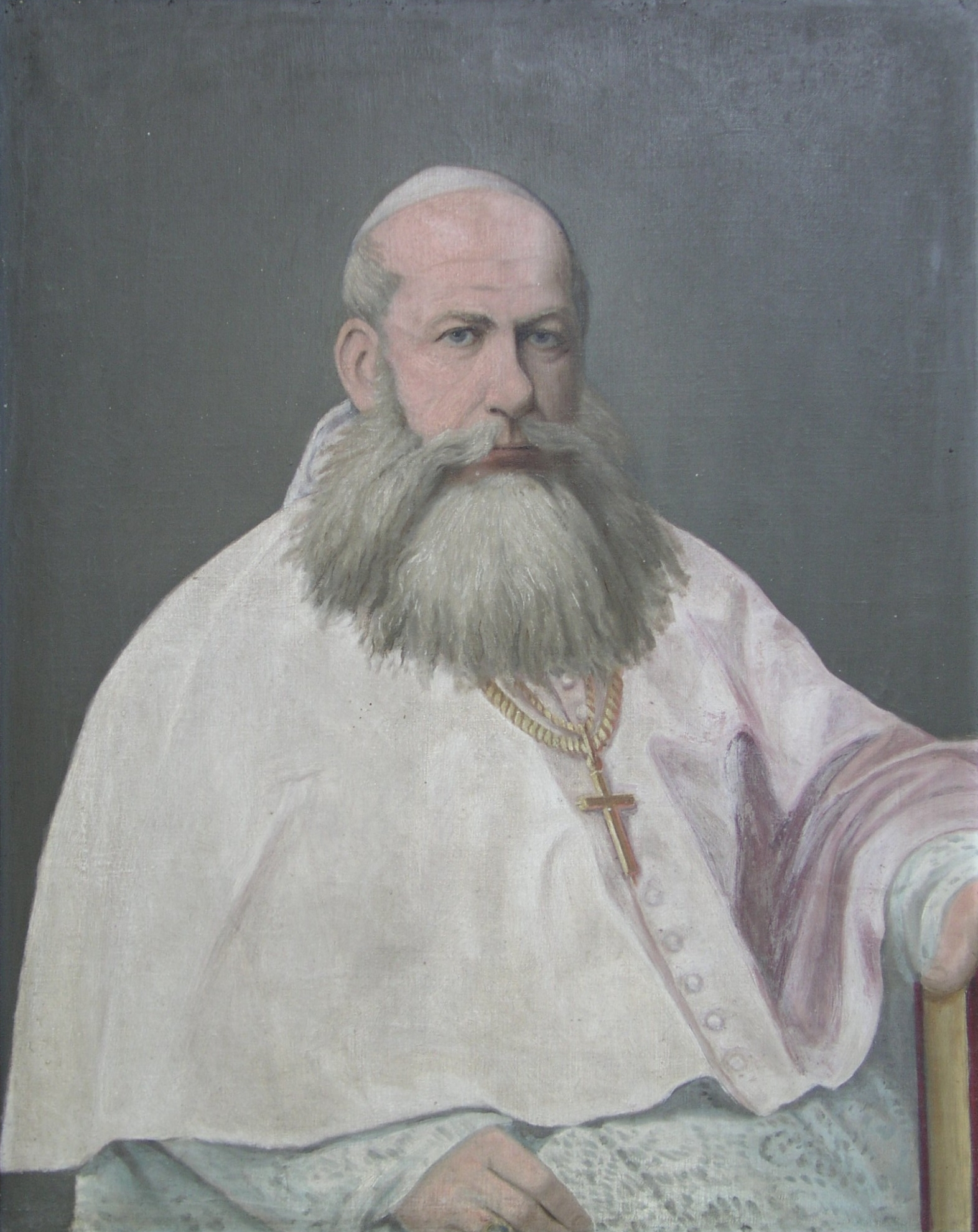
Piotr Paweł Szymański

## Bischof von Siedlce

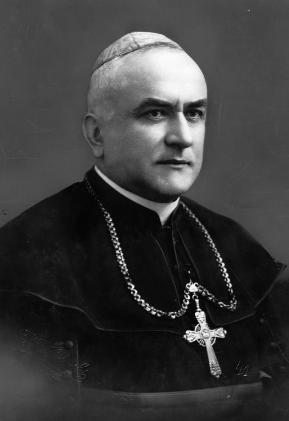
Czesław Sokołowski

- 1918–1939 Henryk Ignacy Przeździecki (1925 Sitzverlegung von Janów nach Siedlce)
  - 1939–1946 Czesław Sokołowski (Kapitularvikar)
- 1946–1968 Ignacy Świrski
- 1968–1996 Jan Mazur
- 1996–2002 Jan Wiktor Nowak
- 2002–2014 Zbigniew Kiernikowski
- seit 2014 Kazimierz Gurda

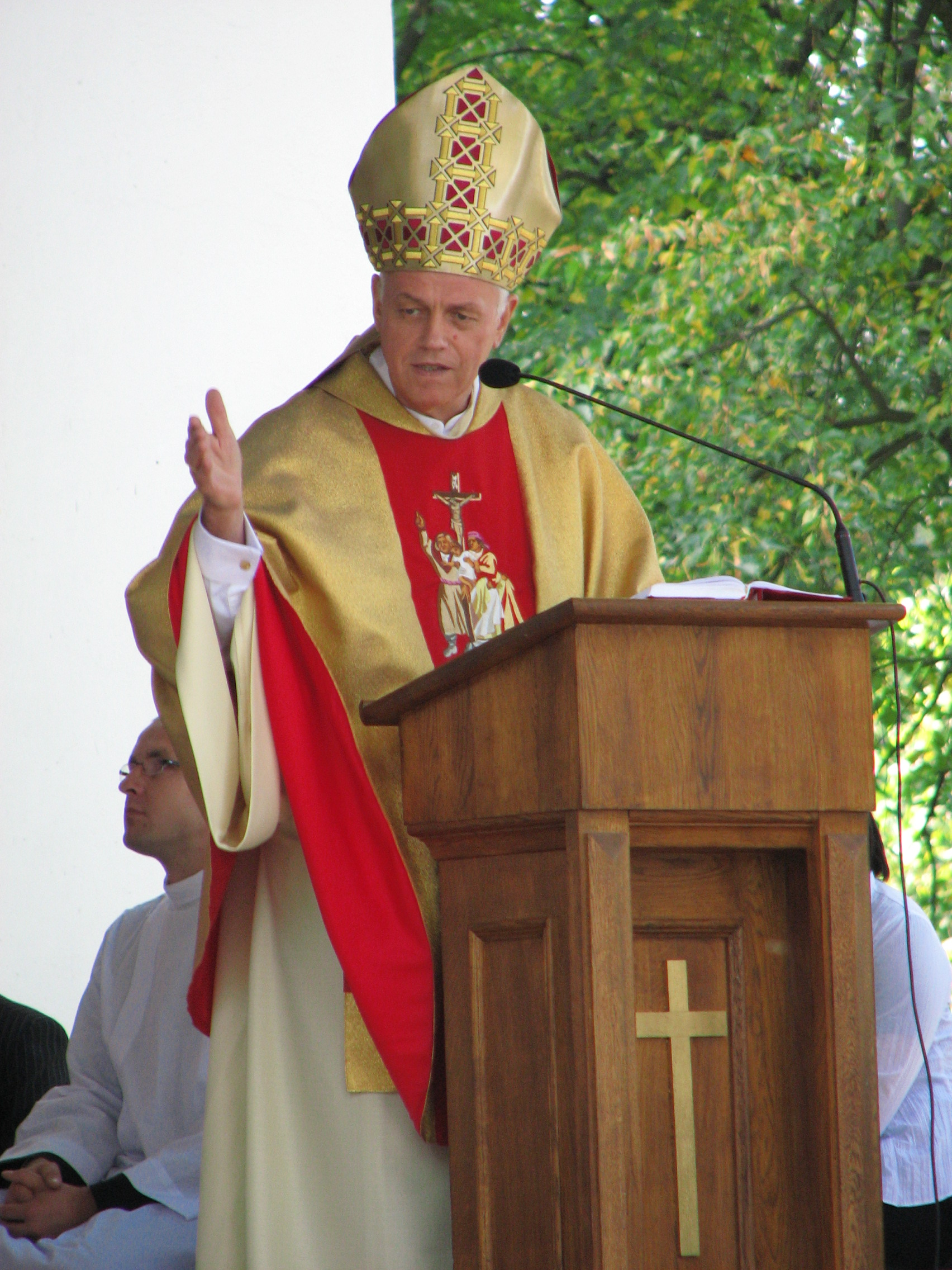
Zbigniew Kiernikowski

## Weihbischöfe
- 1857–1868 Józef Twarowski
- 1919–1946 Czesław Sokołowski
- 1948–1962 Marian Jankowski
- 1962–1992 Wacław Skomorucha
- 1989–1992 Alojzy Orszulik
- 1992–2009 Henryk Tomasik
- 2013–2019 Piotr Sawczuk
- seit 2020 Grzegorz Suchodolski